# Career (film, 1939)
Pour plus de détails, voir Fiche technique et Distribution.
Career est un film américain réalisé par Leigh Jason, sorti en 1939.

## Fiche technique
- Titre : Career
- Réalisation : Leigh Jason
- Assistant-réalisateur : Eddie Donahoe, W. Argyle Nelson
- Scénario : Bert Granet, Philip Stong (en), Dalton Trumbo
- Photographie : Frank Redman
- Montage : Arthur E. Redman
- Musique : Roy Webb, Robert Russell Bennett (non crédité)
- Direction artistique : Van Nest Polglase
- Décors : Darrell Silvera
- Costumes : Renié
- Son : John L. Cass
- Effets spéciaux : Vernon L. Walker
- Producteur : Robert Sisk
- Producteur exécutif : Lee S. Marcus
- Société de production : RKO Radio Pictures
- Société de distribution : RKO Radio Pictures (États-Unis)
- Pays de production :  États-Unis
- Langue : anglais américain, italien, russe, français
- Format : Noir et blanc — 35 mm — 1,37:1 — Son : Mono (RCA Victor System)
- Genre : Film dramatique
- Durée : 80 minutes (1 h 20)
- Date de sortie : 
  - États-Unis : 7 juillet 1939

## Distribution
- Anne Shirley : Sylvia Bartholomew
- Edward Ellis : Stephen Cruthers
- Samuel S. Hinds : Clem Bartholomew
- Janet Beecher : Mrs. Amy Cruthers
- Leon Errol : Mudcat
- John Archer : Ray Cruthers
- Rowena Cook : Merta Katz
- Raymond Hatton : Deacon
- Maurice Murphy : Mel Bartholomew
- Harrison Greene : Ben Burnett
- Charles Drake : Rex Chaney
- Hobart Cavanaugh : Jim Bronson
- Jack Lindquist
- Raymond Rayhill Powell
- Dorothy Adams : la téléphoniste (non créditée)
- Paul E. Burns : un client de la banque en colère (non crédité)
- Herbert Corthell (non crédité)
- Alec Craig : Jody (non crédité)
- Frank Darien : Cap (non crédité)
- Robert Emmett Keane : Chaney, avocat (non crédité)
- Sam McDaniel : Henry (non crédité)
- Adrian Morris : un client de la banque en colère (non crédité)
- Steve Pendleton : un garçon (non crédité)
- Lee Phelps : un client de la banque en colère (non crédité)
- John Qualen : Jeff Trotter (non crédité)
- Harry Tyler : le client du drugstore (non crédité)